# Goerz (companhia)

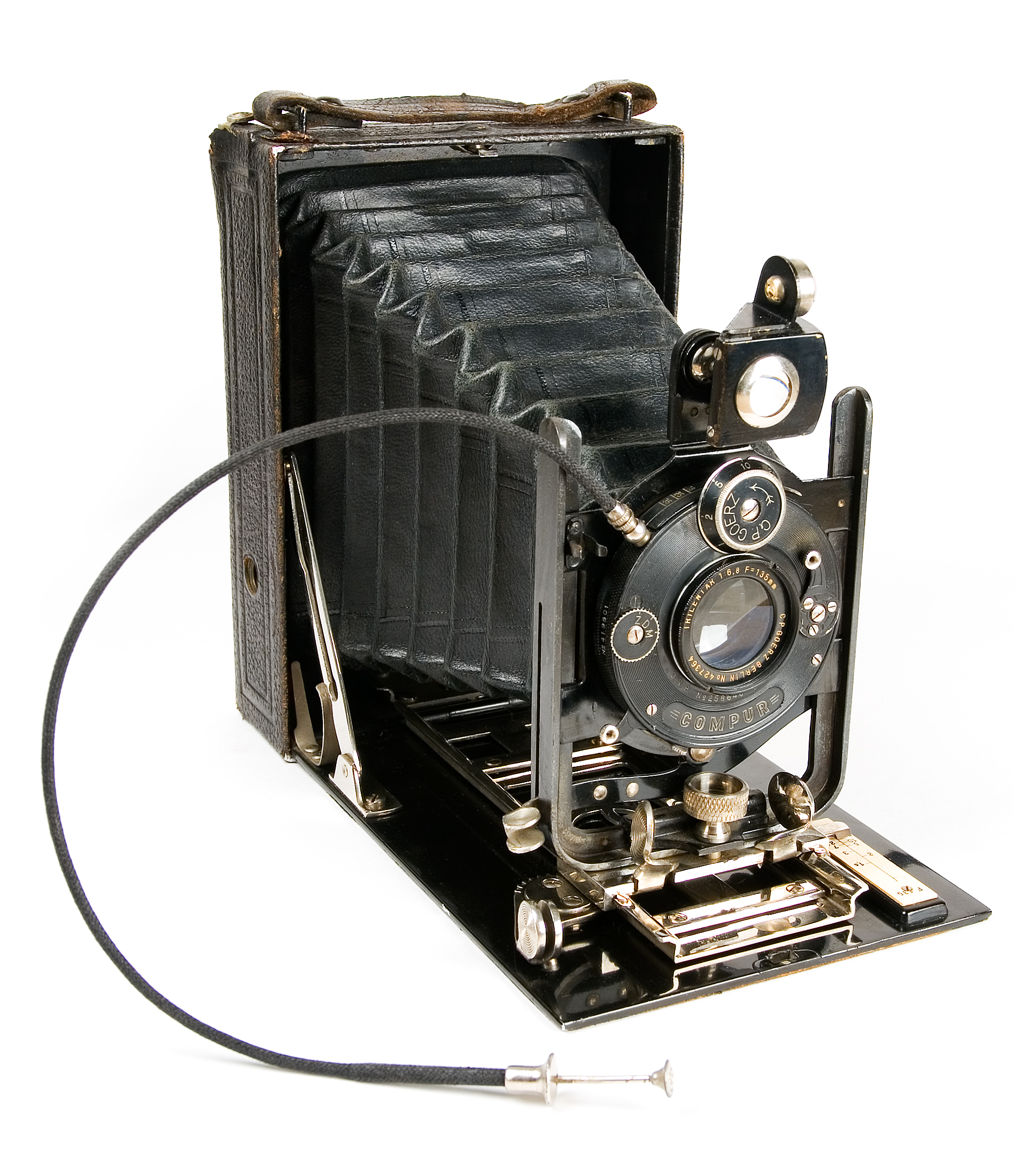
A C.P.Goerz
Taro-Tenax 9x12

A C. P. Goerz, foi fundada por Carl Paul Goerz em 1886. 
Criada originalmente para a venda de instrumentos matemáticos e a partir do ano seguinte venda de câmeras fotográficas. 
Situada em Berlim, ela operou de forma independente entre 1886 e 1926.

## Histórico
O sucesso das vendas permitiu a Carl Paul Goerz, adquirir a empresa de F. A. Hintze, em 1888. Nesse mesmo ano, ele contratou o engenheiro Carl Moser e o ótico Karl Hertel para iniciar o desenvolvimento de lentes. A partir de 1890 a empresa que já fabricava lentes e câmeras, passou a se chamar: Instituto Ótico CP Goerz.

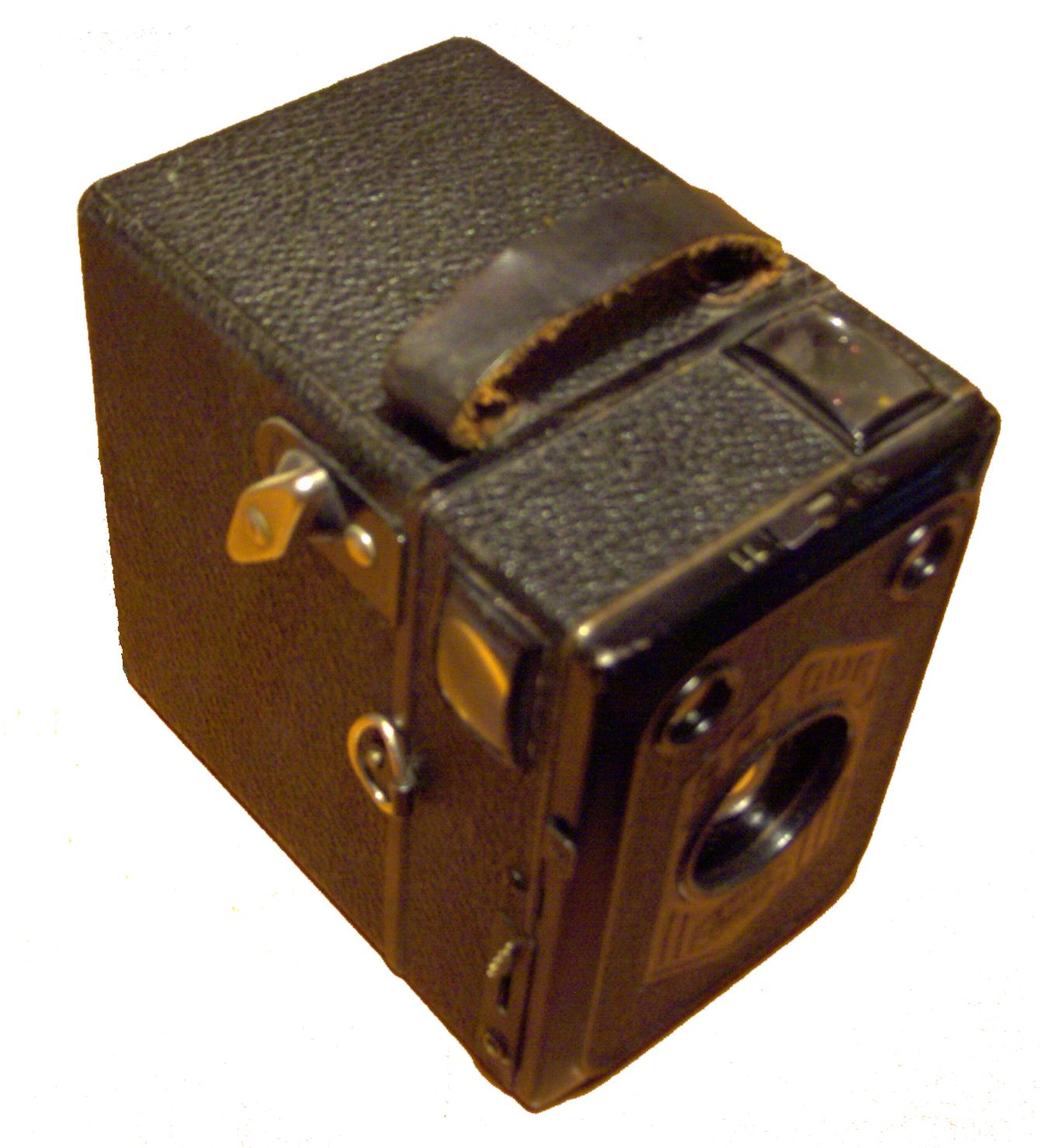
Uma C.P.Goerz
Frontar 1:11/110mm

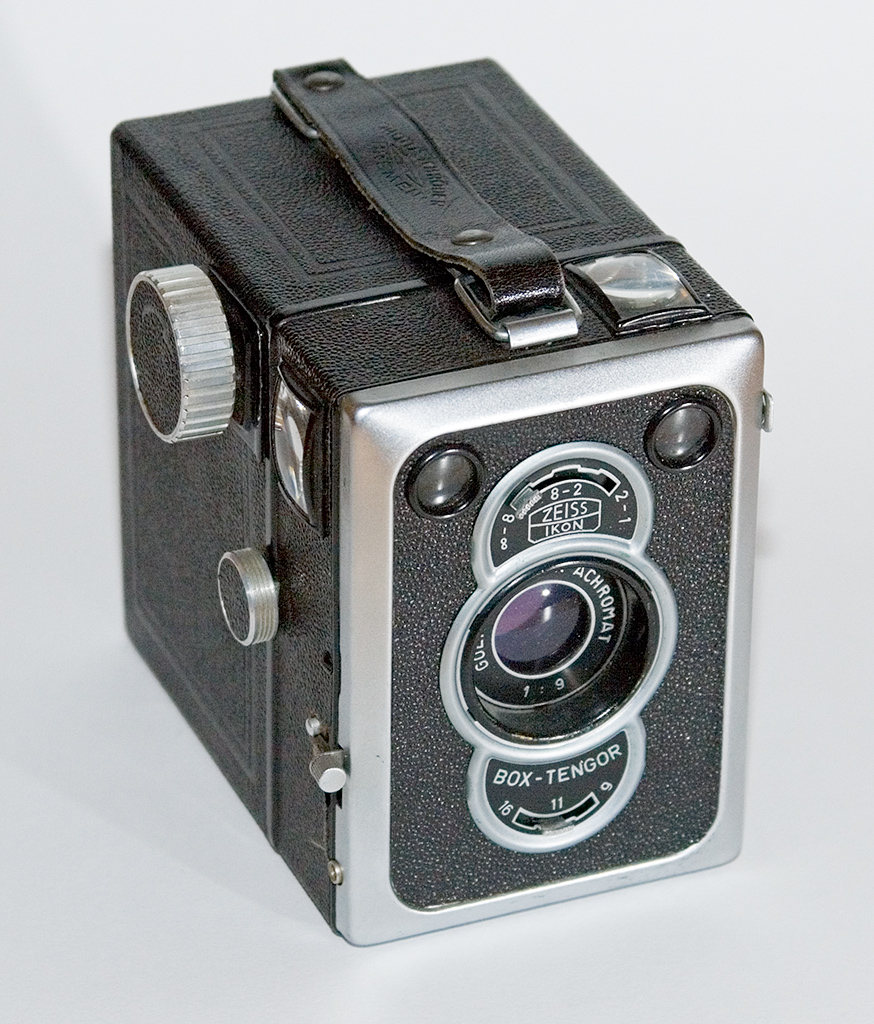
Uma C.P.Goerz
Frontar-Achromat 9/110

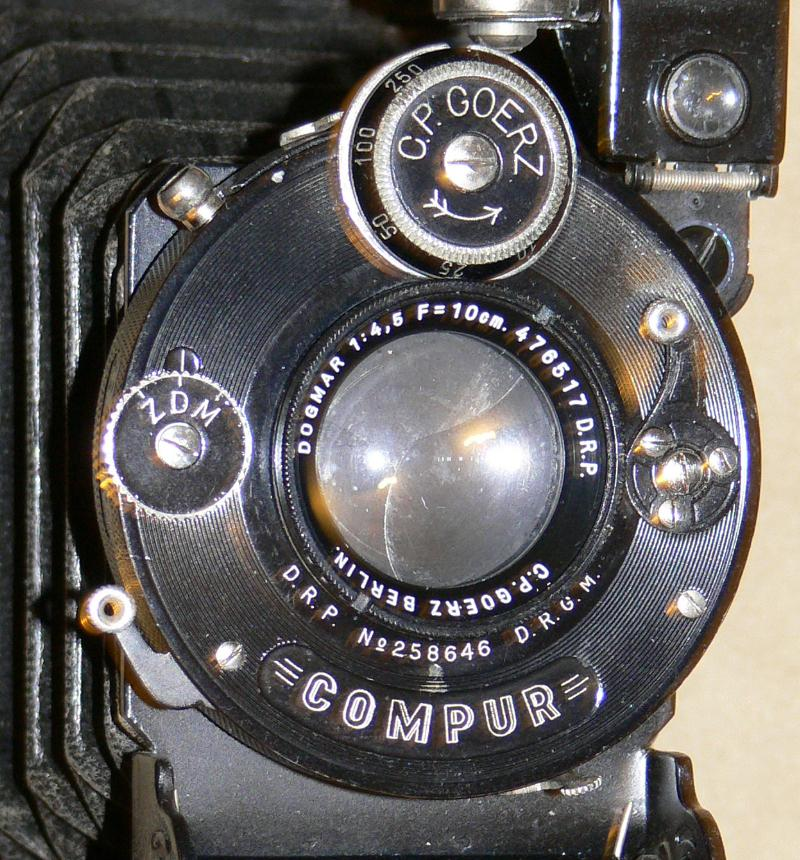
Câmera com obturador "COMPUR" da C.P.Goerz

A Goerz ficou muito conhecida devido às câmeras Anschütz de estrutura dobrável e também pelas legendárias lentes Dagor. Outras especialidade eram as câmeras com obturadores "rouleau" visto que ela detinha os direitos exclusivos sobre o obturador de plano focal (de 1/1000 de segundo) que Ottomar Anschütz inventou em 1883.
Outros produtos da Goerz eram instrumentos meteorológicos e aeronáuticos, binóculos e lentes de reprodução Alethar, miras telescópicas e também o obturador Sector. Em 1903, foi fundado um departamento de ótica militar que se tornou o maior fabricante mundial do setor. Um outro grande sucesso foi a criação de telescópios científicos. Um telescópio para observar um eclipse total e um projetor de três cores foi construído para o famoso Dr. Adolf Miethe.
Em 1895 Goerz fundou uma subsidiária em Nova Iorque que iniciou a sua produção própria em 1902, e veio a se tornar a C. P. Goerz American Optical Co. em 1905, e continuou a operar de forma independente até 1972. Até o início da Primeira Guerra Mundial muitas grandes companhias cooperaram com a Goerz: a Rochester Optical Co., a Kodak e a Ross. 
Em 1903, a Goerz se tornou uma companhia de capital aberto. Em 1908, a Goerz Photochemisches Werk GmbH foi fundada em Berlin-Zehlendorf. Essa companhia produziu filmes para a indústria cinematográfica. Em 1910 Goerz adquiriu a Sendlinger Optische Glaswerke, uma fabricante de vidro ótico próxima de Munique. Naquela época, a companhia possuia fábricas em: Berlin-Friedenau, Viena, Pressburg (Bratislava), Nova Iorque e Winterstein, além de escritórios em: Berlin-Friedenau, Paris, Londres e Nova Iorque.  
Durante a Primeira Guerra Mundial, a produção da Goerz foi quase toda dedicada à produção de instrumentos óticos  para os militares alemães e austríacos. Depois da guerra, como a produção de qualquer equipamento militar estava proibida pelo Tratado de Versalhes, a companhia tentou produzir calculadoras mecânicas e outros instrumentos, sem no entanto, conseguir o mesmo sucesso de antes.
Em 1926, o braço alemão da Goerz foi salvo da falência sendo unificado com as empresas: ICA, Contessa-Nettel e Ernemann para formar a Zeiss Ikon. Isso teve grandes consequências para a companhia; a Carl Zeiss assumiu um papel majoritário nas decisões e determinou que as outras empresas encerrassem a produção de lentes. Esse foi o fim da famosa lente Dagor, ao menos na Europa. Um braço austríaco da C. P. Goerz ainda estava ativo nos anos 50, e introduziu uma pequeníssima câmera reflex com lentes Helgor de seis elementos, a Minicord.

#### Sobre a empresa
- Festschrift Herausgegeben von der Optischen Anstalt C. P. Goerz Akt.-Ges. Berlin Friedenau anlässlich der Feier ihres 25-jährigen Bestehens 1886–1911. 105 S., zahlr. Abb.; enthält u. a. eine detaillierte Produktgeschichte.
- Conrad Matschoss: Männer der Technik. Ein biographisches Handbuch, herausgegeben im Auftrage des Vereines Deutscher Ingenieure. Springer, Berlin 1925, S. 91 f (PDF; 1,8 MB).
- Jörg Zaun: Instrumente für die Wissenschaft. Innovationen in der Berliner Feinmechanik und Optik 1871–1914. Verlag für Wissenschafts- und Regionalgeschichte, Berlin 2002, ISBN 3-929134-39-X.
- Richard Hummel: Spiegelreflexkameras aus Dresden. Geschichte, Technik, Fakten. Lindemanns, Stuttgart 1998, ISBN 3-89506-127-1.
- Richard Neuhauss: Die optische Anstalt C. P. Goerz in Berlin-Friedenau. In: Photographische Rundschau 13, 1899, S. 129–137.
- [sem nome]: Besichtigung der optischen Anstalt von C. P. Goerz in Berlin. In: Photographische Rundschau 5, 1891, S. 337–338.

#### Sobre os produtos
- N. N.: C. P. Goerz’s neues photographisches Doppel-Objektiv. In: Photographische Rundschau 7, 1893, S. 235–238.
- R. Sch.: Moment-Handapparat „Reporter“. In Charles Scolik (Hrsg.): Photographische Rundschau 3, Wilhelm Knapp, Halle/S., 1890, S. 265–269.
- Goerz-Camera nach Anschütz. in: Photographische Mitteilungen, 29. Bd., Berlin 1892/93, S. 132–133.